# 게르트 B. 아헨바흐

Gerd B. Achenbach (1947년 2월 11일 하멜른에서 Gerd Böttcher 로 출생)는 독일 철학자이다. 그는 1981년에 현대적인 실천 철학 운동인 철학상담의 창립자로 널리 알려졌다.

## 철학적 실천
1980년대 이후로 발전해 온 철학 상담 실무자들은 일반적으로 철학 박사 학위 또는 최소한의 석사 학위를 소지하고 있으며 보다 전통적인 심리 치료 대신 철학 상담을 제공한다.

## 서지
- Philosophische Praxis (1984) (독일어, 아직 영어로 번역되지 않음)
- Lebenskönnerschaft (2001) (독일어, 아직 영어로 번역되지 않음)

## 추가 자료
- Shlomit C. Schuster, 철학 실습: 상담 및 심리 치료의 대안 (1999) 보관됨 2018-05-12 - 웨이백 머신 http://www.abc-clio.com/ABC-CLIOCorporate/product.aspx?pc=D5280C]
- 루 마리노프, 철학적 실천 (2002)